# الحسن البريدي
الحَسَن البَرِيْدِي هُوَ الْحَسَنُ بْنُ عَبْدِ اللَّهِ بْنِ أَحْمَدَ الْبَرِيدِيُّ، المَشْهُور بأَبي عَبْدِ اللَّهِ البَرِيْدِي، ظَهَرَ البَرِيْدِيُونَ فَتْرَة ضَعْفِ الدَّوْلَةِ العَبَّاسِيَّة فِي أَوَّلِ عَهْدِ الخَليفَة العَبَّاسِّي المُقْتَدِرِ بالله، وَأَوْكَلَ وَزيْرُه عَلي بنُ عِيْسَى أبَا عَبْدِ الله وَأَخَوَيْهِ بَعْضَ المَنَاصِبِ، لَكِنَّهُمْ لمْ يَرْضَوْا بهَا، فَلَمَّا وُزِّرَ أبو عَلِي مُحمد بنُ مُقْلَة قَلَّدَهُ الأحْوَاز وَقَلَّدَ أَخَوَيْهِ بَعْضَ الأَعْمَالِ الجَليْلَة، وَبهَذَا أصْبَحَ أبا عَبْد الله أحْمَد البَرِيْدِي عَامِلًا عَلى الأَحْوَازْ. وَتَقَلَّبَتْ أَحْوَالُ أبي عَبْدِ الله البَرِيْدِي بحَسْبِ تَقَلُّبِ الأحْوَال السِّيَاسِيَّة آنَذَاك، فَقَدْ طَرَدَهُ مَرْدَاويجْ بن زَيَّار الدَيْلَمِي مِنَ الأحْوَاز بَعْدَ اسْتِيلائِهِ عَلًيْهَا سَنَةَ 322  هـ / 933  م، وَحِيْنَمَا عَادَت الأحْوَاز إلى الأمِيْر يَاقُوْت أعَادَ البَريْدِي إلى مَكَانَتِهِ وَأَعْطَاهُ ضَمَانَ وَاسِطَ وَمَا حَوْلَهَا. وَنَشَبَ خِلافٌ بَيْنَهُ وَبَيْنَ الخَليفَة الرَّاضِي سَنَة 325  هـ / 936  م، إلى أنْ قَرَّرَ الخَليْفَة مُصَالَحَةَ ابنِ البَرِيْدِي وَالاعْتِرَافِ بمَنْصَبِهِ وَوِزَارَتِهِ سنة 326  هـ / 937  م.
قَامَ ابنُ البَرِيْدِي سَنَة 328  هـ / 940  م بمُهَاجَمَةِ دَارِ الخِلافَةِ العَبَّاسِيَّة لاكْتِفَاءِ الخَلِيْفَةِ الرَّاضِي بمُخَاطَبَتِهِ بالوَزيْر وَمَنْحِ ابنِ رَائِق لَقَبَ أَمِيْرِ الأُمَرَاءْ، كَمَا سَاءَتِ العَلاقَةُ بَيْنَ أبَي عَبْدِ الله البَرِيْدِي وَالخَليْفَة العَبَّاسِي المُتَّقِي لله لامْتِنَاعِ أبي عَبْدِ الله عَنْ إرْسَال أمْوَالِ الخَرَاجْ إليْه وذلك في سنة 330  هـ / 942  م، وَفِي نَفْسِ السَنَة سَارَ الخَليْفَةُ الرَّاضِي وَمَعَهُ ابنه أبُوْ مَنْصُور وابنُ رَائِق وَالوَزيْرُ أبُو اسْحَاقْ القَرَارِيْطِي عَلى رَأْسِ جَيْشٍ لِحَرْبِ البَرِيْدِي، فَأَنْفَذَ البَرِيْدِي أَخَاهٌ عَلِي بنُ مُحمد البَرِيْدِي إلى بَغْدَاد، وَكَثُرَ النَّهْبُ، وَتَحَصَّنَ ابنُ رَائِق، وَهَرَبَ المُتَّقِي وَابْنُهُ إلى المَوْصِل وَمَعَهُمَا ابنُ رَائِق، وَنَهَبَ البَرِيْدِي دَارَ الخِلافَة، وقُتِلَ ابنُ رَائِق فِي نَفْسِ السَنَةَ، وَقَتَلَ غِلْمَانُ أبُي عَبْد الله البَرِيْدِي أخَاه أبَا يُوْسف سَنَة 334  هـ / 945  م، وَفِي هَذِهِ السَّنَة مَاتَ أبو عَبْد الله البَرِيْدِي بحُمّّى حَادّة مَكَثَ فيْهَا سَبْعَةَ أيَّامٍ فَكَانَ بَيْنَ قَتْلِهِ لأَخِيْهِ أبَي يُوْسف وَبَيْنَ مَوْتِهِ ثَمَانِيَة أشْهُرٍ وَثَلاثَةَ أيَّام.

## أصوله ونَسَبُه
اخْتَلَفَ المُؤَرِّخُوْنَ فِي نِسْبَةِ البَرِيْدِيِّينْ، وَهُمْ ثَلاثَةُ إِخْوَة: أبو عَبْدِ الله، أبُو يُوسف، وَأبُو الحُسَيْن، وَيَعُودُ لَقَبُهُمْ إلى تَقَلُّدِ جَدِّهِمْ وَظِيْفَةَ صَاحِبِ البَرِيْدِ بالبَصْرَة، فَتَارَة أسْمَوْهُم بالبَرِيْدِيِّين، وَتَارَة أُخْرَى باليَزِيْدِيِّين.
اسْمُهُ أحْمَد بنُ مُحَمد بنُ يَعْقُوْبْ بنُ اسْحَاق، أبُو عَبْدِ الله اليَزِيْدِي البَصْرِيّ المَشْهُورِ بالبَرِيْدِي، مِنْ أهْلِ البَصْرَة، وَالتي تُعْتَبَرُ المَقَرَّ الرَّئِيْس لنَشَاطِ البَرِيْدِيِّين أبي عَبْدِ الله وَأَخَوَيْه.
كَانَ أبُو عَبْدِ الله الأشهر بين إخوته، وَلَهُ أرْبَعةُ أبْنَاءٍ وَهُمْ: أبُو القَاسِمْ، عَبْدُ الله، أبُو الحَسَنْ مُحَمد وَأبُو جَعْفَرْ الفَيَّاضْ، وَابْنَتَيْنْ هُما بَدْرَة وَسَارَة.

## البريدي الراوي
أَبُو عَبْدِ اللَّهِ الْحَسَنُ بْنُ عَبْدِ اللَّهِ بْنِ أَحْمَدَ الْبَرِيدِيُّ، إِخْبَارِيٌّ كُوفِيٌّ، يَرْوِي عَنْ أَبِي الْعَبَّاسِ الْمُبَرِّدِ، وَعِيسَى بْنِ إِسْمَاعِيلَ الْمَعْرُوفُ بتِينَةٍ، وَغَيْرِهِمَا، حَدَّثَ عَنْهُ مُحَمَّدُ بْنُ جَعْفَرِ بْنِ النَّجَّارُ الْكُوفِيُّ. وَحَدَثَ أَنَّ أَبَا الْقَاسِمِ الأَزْهَرِيُّ، وَأَبُو يَعْلَى أَحْمَدُ بْنُ عَبْدِ الْوَاحِدِ الْوَكِيلُ، قَالا: أنا أَبُو الْحَسَنِ مُحَمَّدُ بْنُ جَعْفَرٍ التَّمِيمِيُّ النَّحْوِيُّ، قَالَ: أَنْشَدَنَا أَبُو عَبْدِ اللَّهِ الْبَرِيدِيُّ، قَالَ: أَنْشَدَنَا عِيسَى بْنُ إِسْمَاعِيلَ الْمَعْرُوفُ بِتِينَةٍ لِلأَخْطَلِ

## العلاقة مع الدولة العباسية

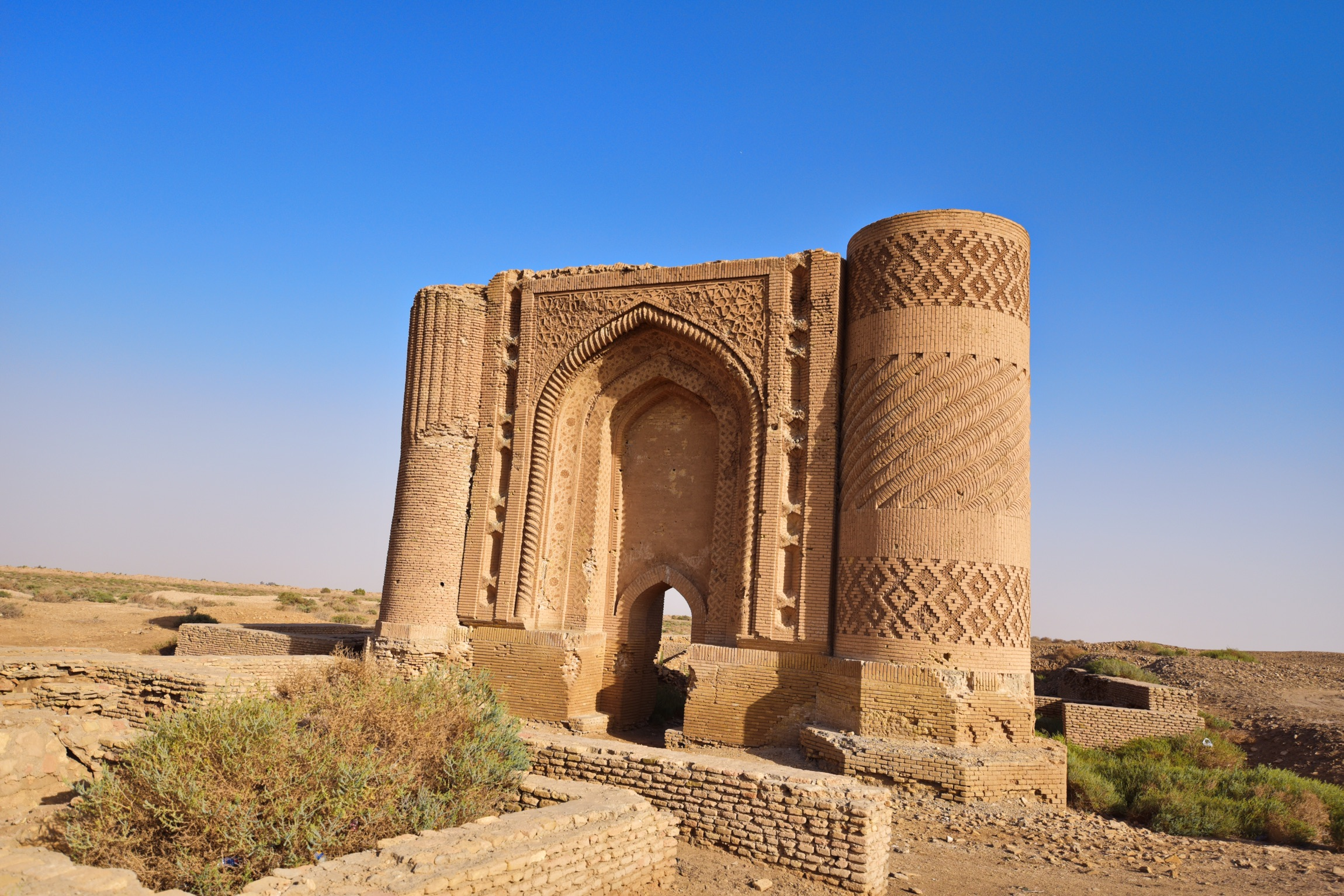
من آثار مدينة واسط التي بنيت في أواخر حقبة الدولة الأموية

ظَهَرَ البَرِيْدِيُونَ فَتْرَة ضَعْفِ الدَّوْلَةِ العَبَّاسِيَّة فِي أَوَّلِ عَهْدِ الخَليفَة العَبَّاسِّي المُقْتَدِرِ بالله، وَأَوْكَلَ وَزيْرُه عَلي بنُ عِيْسَى أبَا عَبْدِ الله وَأَخَوَيْهِ بَعْضَ المَنَاصِبِ، لَكِنَّهُمْ لمْ يَرْضَوْا بهَا، فَلَمَّا وُزِّرَ ابنُ مُقْلَة قَلَّدَهُ الأحْوَاز وَقَلَّدَ أخَاهُ أبَا الحُسَين الأراضي الفُرَاتِيَّة، وَقَلَّدَ الآخَرَ أبَا يُوسُف ضَمَانَ خَرَاج برامهرمز سَهْلِهَا وَجَبَلِهَا. وَبهَذَا أصْبَحَ أبا عَبْد الله أحْمَد البَرِيْدِي عَامِلًا عَلى الأَحْوَازْ. فَاسْتَغَلَ أبُو عَبْد الله الفُرْصَة وَجَمَعَ الأمْوَالَ وَالرِّجَال وَكَانَ يَقُولُ مُكَاشَفَةً: «هَمَمْتُ بالتَغَلُّبِ وَوَضَعْتُ فِي نَفْسِي الإمْرَة وَتَدْبيْرَ الرِّجَال مُنْذُ ذَلِكَ لمَّا رَأيْتُ انْحِلالَ يَلْبق وَسُقُوط ابْنِ الطَّبَري كَاتِبَه لأنِّي رَأيْتُهُمَا مُتَخَلِّفَيْن سَاقِطَيْن».

وَتَقَلَّبَتْ أَحْوَالُ أبي عَبْدِ الله البَرِيْدِي بحَسْبِ تَقَلُّبِ الأحْوَال السِّيَاسِيَّة آنَذَاك، فَقَدْ طَرَدَهُ مَرْدَاويجْ بن زَيَّار الدَيْلَمِي مِنَ الأحْوَاز بَعْدَ اسْتِيلائِهِ عَلًيْهَا سَنَةَ 321  هـ / 933  م. وَحِيْنَمَا عَادَت الأحْوَازُ إلى الأمِيْر يَاقُوْت أعَادَ البَريْدِي إلى مَكَانَتِهِ وَأَعْطَاهُ ضَمَانَ وَاسِطَ وَمَا حَوْلَهَا. وفي سنة 323  هـ / 934  م تَمَكَّنَتْ عَسَاكِرُ مَرْدَاويْج المُؤَلَّفَةُ مِنَ الجيْل وَالدَيْلَمِ وَوُجُوهِ القُوَّادِ مِثْل بَكْرَان وَإسْمَاعِيْل الجبلي مِنَ الوُصُوْل إلى الأحْوَاز، وَكَانَ غَرَضُهُ أنْ يَمْلِكَهَا فَيَأْخُذَ الطَّرِيْقَ عَلى عَليٍّ بنُ بُوَيْه وَيَحْجِز بَيْنَهُ وَبَيْنَ السُّلْطَانِ حَتَّى إذا قَصَدَهُ بَعْدَ مَلْكِهِ الأحْوَاز لمْ يَكُنْ لَهُ مَنْفَذٌ إلّا إلى تُخُومِ كَرَمَان وَالتيز وَمَكْرَان وَأَرْضِ خُرَاسَانْ. وَخَشِيَ ابنُ يَاقُوْتْ أنْ يَكُوْنَ بَيْنَهُم وَبَيْنَ جُنْدِ ابنِ بُوَيْه، فَسَارَعَ إلى الأحْوَازِ وَمَعَهُ ابْنُهُ وَحَصَلَ عَلى تَقْلِيْدِ الخَليْفَة الرَّاضِي بالله عَلَى الأحْوَاز، وَصَارَ أبُو عَبْدِ الله البَرِيْدِي كَاتِبَهُ إضَافَةً إلى مَا بيَدِهِ مِنْ أعْمَالِ الخَرَاجْ بالأحْوَاز.
وَنَشَبَ خِلافٌ بَيْنَهُ وَبَيْنَ الخَليفَة الرَّاضِي سَنَة 325  هـ / 936  م وَقَرَّرَ الخَليْفَة التَوَجُّهَ إلى الأحْوَاز وَانْتِزَاعَهَا مِنْ ابنِ البَرِيْدِي وَطَرْدِه مِنْهَا، لِرَفْضِهِ إرْسَالَ أمْوَالِ خَرَاجِ وَاسِط إليْه، وَاتَّفَقَ الطَرَفَانِ عَلى عَقْدِ ضَمَانِ الأحْوَاز لابْنِ البَرِيْدِي وَتَسْلِيْم خَرَاجهِ إلى الخَليفَة الذي عَادَ إلى بَغْدَاد، وسنة 326  هـ / 937  م خَشِيَ الرَّاضِي مِنْ هَذَا الاتِفَاقِ الذي تَمَّ عَلى يَدِ ابْنِ رَائِق، إلى أنْ قَرَّرَ الخَليْفَة مُصَالَحَةَ ابنِ البَرِيْدِي وَالاعْتِرَافِ بمَنْصَبِهِ وَوِزَارَتِهِ في وقتٍ لاحقٍ مِنْ نَفْسِ السَنَة.
قَامَ ابنُ البَرِيْدِي سَنَة 329  هـ / 940  م بمُهَاجَمَةِ دَارِ الخِلافَةِ العَبَّاسِيَّة لاكْتِفَاءِ الخَلِيْفَةِ الرَّاضِي بمُخَاطَبَتِهِ بالوَزيْر وَمَنْحِ ابنِ رَائِق لَقَبَ أَمِيْرِ الأُمَرَاءْ، وَفِي سَنَة 330  هـ / 942  م سَاءَتِ العَلاقَةُ بَيْنَ أبَي عَبْدِ الله البَرِيْدِي وَالخَليْفَة العَبَّاسِي المُتَّقِي لله لامْتِنَاعِ أبي عَبْدِ الله عَنْ إرْسَال أمْوَالِ الخَرَاجْ إليْه، وَمَعَ إصْرَارِ الخَليْفَة فِي طَلَبهِ، تَوَجَّهَ ابنُ البَرِيْدِي بجَيْشٍ إلى بَغْدَاد، وَحُوْصِرَ الخَليْفَة فِي قَصْرِه، وَأَرْسَلَ فِي طَلَبِ المُسَاعَدَةِ مِنْ نَائبِه فِي المَوْصِل وَالجَزيْرَة الفُرَاتِيَّة الحسن بن عبد الله الذي أرْسَلَ جَيْشَا إلى بَغْدَادَ دُوْنَمَا فَائِدَة، حَيْثُ كَانَ البَرِيْدِي قَدْ دَخَلَ بَغْدَاد بَعْدَ أنْ تَرَكَهَا الخَليْفَة مُغَادِرًا إلى المَوْصل، وَحَصَلَتْ مُنَاوَشَاتٌ بَيْنَهُ وَبَيْنَ الجُّنُودُ التُّرْك انْتَهَتْ بخُرُوجِ البَرِيْدِي مِنْ بَغْدَاد.

## العلاقة مع أمراء العراق

التقسيمات الإدارية للجزيرة الفراتية في الحقبة الأموية، والعباسية المُبْكِرة.

### ابن رائق
اتَّضَحَتِ العَلاقَة بَيْنَ أبي عَبْد الله البَرِيْدِي وَابْنِ رَائِق مِنْ خِلالِ اقْنَاعِ أبي عَبْد الله لابْنِ رَائِق تَوَلِّي إمَارَة البَصْرَة سَنَة 322  هـ / 933  م، وَبَسْطِ نُفُوذِهِ عَلى الأحْوَاز. وَبَعْدَ أنْ شَعَر ابنُ رَائِق بتَعَاظُمِ قُوَة البَريْدِي وَجَيْشِه أرْسَلُ لهُ يُفَاوِضُه، وَعِنْدَ تَقَلُّدِ ابنِ رَائِق مَنْصِبَ أمِيْر الأُمَرَاء سَنَة 326  هـ / 937  م، تَوَجَّهَ إلى بَغْدَاد تَارِكًا البَصْرَة وَالأحْوَاز لابْنِ البَرِيْدِي وكان ذلك سنة 325  هـ / 937  م، وَمَا لَبثَتْ أنْ سَاءَتْ العَلاقَة بَيْنَهُمَا لتَأخيْرِ ابنِ البَرِيْدِي إرْسَال أمْوَال الخَرَاجِ إلى ابْنِ رَائِق، مَا اسْتَدْعَى الأخيْر إلى عَزْلِ ابنِ البَريْدِي عَنْ الأحْوَاز. وَمِنْ ثُمَّ اتَّفَقَ الطَرَفَانِ عَلى عًقْدِ ضَمَانِ الأحْوَاز إلى البَرِيْدِي، لكِنَّ الأمُوْرَ لمْ تَسِر عَلى النَحْوِ المَطْلوبِ، وَامْتَنَعَ البَرِيْدِي مُجَدَّدًا عَنْ إرْسَالِ الأمْوَالِ إلى ابْنِ رَائِق فَضْلًا عَنْ إلقَائِهِ خُطْبًة فِي أهْلِ البَصْرَة سَرَدَ فِيْهَا اسْتِيَائَهُ مِنْ تَجَاوُزَاتِ ابْنِ رَائِق، إضَافَةً إلى إيْوَائِهِ بَعْضَ الجُنْدِ مِمَّنْ كَانُوا تَحْتَ لِوَاءِ ابْنِ رَائِق وَأَرَادُوا اغْتِيَالَه. وَدَخَلَ ابْنُ رَائِق حِينَئِذٍ فِي حَرْبٍ مَعَ البَرِيْدِي مُتَوَعِّدًا إيَّاهُ فَأَنْفَذَ رَسُولًا إلى البَرِيْدِيّ برِسَالَةٍ قَسَّمَهَا بَيْنَ تَرْغِيْبٍ وَتَرْهِيْب وَوَعَدٍ وَوَعِيْد، وَقُوْبِلَ ذَلِكَ بالرَّفْضِ مِنْ ابْنِ البَرِيْدِي لسببين، أَوَلًا لِكَوْنِ عَامِلِ ابْنِ الرَّائِق الأسْبَقْ عَلى البَصْرَةِ واسمُهُ مُحَمّد بنُ يَزْدَاد، كَانَ قد أَسَاءَ مُعَامَلَة أهْلِهَا، وَثَانِيًا خِشْيَةً مِنْ أطْمَاعِ القَرَامِطَة فِي بَسْطِ نُفُوذِهِم عَلى البَصْرَة فِي حَالِ غَادَرَهَا البَرِيْدِي. وَاشْتَعَلَتْ بَيْنَهُمَا حُرُوبٌ عَدِيْدَة، انْتَهَتْ بهَزيْمَة ابنِ رَائِق، وَبَسْطِ سَيْطَرَةِ البَرِيْدِي عَلى الأحْوَاز إضَافَةً إلى وَاسِط سَنَة 326  هـ / 938  م. وَكَانَ مِنْ نَصِّ جَوَابِ البَريْدِيّ إلى ابنِ رَائِقْ: 
| الحسن البريدي | إنّه لا يمكنه ردّ رجاله من البصرة، لأنّ أهلها قد أنسوا بهم واستوحشوا من قبيح ما عاملهم به ابن يزداد في أيّامه لأنّ القرمطي طامع في البلد وليس يأمن متى كاتبهم بالانصراف أن يدخل القرامطة إلى البصرة ضرورة، لئلّا تعود المعاملة بين أهلها وبين ابن يزداد بعد أن كاشفوه. | الحسن البريدي |

وَقَدْ كَانَ أهْلُ البَصْرَة فِي نِهَايَة الاسْتيحَاش مِنْ ابنِ رَائِق وَمُحَمّد بنُ يَزْدَاد، فَإنَّ مُحَمّد بنُ يَزْدَاد سَارَ بهِمْ سِيْرَةً سَدُوْم وَظَلَمَهُم فِي مُعَامَلاتِهِم ظُلْمًا مُفْرِطًا وَسَامَهَمُ الخسْف وَكَانُوا قَدْ اعْتَادُوا العِزّ وَقَدَّرُوا بالبَرِيْدِي خَيْرًا ثًمَّ رَأَوْا مِنْهُ وَمِنْ أَخَوَيْهِ مَا وَدُّوا أنَّهُمْ أَكَلُوا الخُرْشُفَ وَالخَرْنُوب وَصَبَرُوا عَلى مُحَمَّد بنِ رِائِق وَمُحَمَّد بنِ يَزْدَاد وَمُعَامَلَتِه.
وَمِنْ ثُم قَرَّرَ ابْنُ رَائِق الدُّخُوْلَ فِي حَرْبٍ مَعَ البَريْدِيّينْ ثَانِيَةً، وَأَعَدَّ جَيْشًا وَانْتَزَعَ مِنْهُم وَاسِط فَهَرَبُوْا إلى البَصْرَة، وَتَصَالَحَ الطَّرَفَانِ عَلَى أَنْ يُرْسِلَ البَرِيْدِيّ أمْوَالَ ضَمَانِ وَاسِط إلى ابْنِ رَائِق، وَغَادَرَ ابنُ رَائِق إلى بَغْدَاد. ثم اسْتُوْحَشَ ابنُ رَائِق مِنْ هَذَا الاتِّفَاقِ لاحِقَا، فَكَاتَبَ أبَا عَبْدِ الله البَرِيْدِي وَاسْتَوْزَرَهُ سَنَةَ 330  هـ / 942  م خِشْيَةَ أنْ يَتَوَجَّهَ البَرِيْدِيّ إلى بَغْدَادْ، وَمَا لَبِثَ أنْ أزَالَ اسْمَهُ عَنْ الوِزَارَة بَعْدَ وُرُودِ أَخْبَارٍ عَنْ عَزْمِ البَرِيْدِيّ عَلَى الإصْعَادِ إلى بَغْدَاد. وَمِنْ ثُمَّ قَرَّرَ ابنُ البَرِيْدِيّ التَّوَجُهَ إلى بَغْدَاد فَأَرْسَلَ جَيْشًا بقِيَادَة أَخِيْهِ أبَي الحَسَن البَرِيْدِي فَتَحَصَّنَ ابْنُ رَائِق فِي قَصْرِ الخِلافَة، وَتَدَهْوَرَتِ الأَوْضَاعُ فِي بَغْدَادَ وَانْتَشَرَ السَّلْبُ وَالنَّهْب، وَلَمْ يَسْتَطِعْ ابنُ رَائِق مُقَاوَمَةَ جَيْشِ البَرِيْدِيّ فَهَرَبَ مِنْ بَغْدَادَ إلى المَوْصِلِ، وَدَخَلَ جَيْشُ البَرِيْدِي بَغْدَاد وَبَسَطَ سَيْطَرَتَهُ عَلَى قَصْرِ الخِلافَةِ. وَقُتِل ابْنُ رَائِق عَلى يَدِ الحَمَدَانِيِّينَ فِي المَوْصِل. 

### بجكم التركي
لَمْ تَكُن العَلاقَةُ بَيْنَ الإِمَارَةِ البَرِيْدِيَّة وَأَبُو الحُسَيْن بَجْكَمْ حَسَنَةً، فَلَمَّا تَقَلُّدِ بَجْكَم الأحْوَاز عام 326  هـ / 937  م، سَيَّرَ ابْنُ رَائِق بَجْكَم وَمَعَهُ «بَدْر الخرشني» فِي جَيْشٍ لِمُلاقَاةِ البَرِيْدِي، الذي أَخْرَجَ غُلامَهُ مُحَمَدًا المَعْرُوْفِ بأَبيْ جَعْفَر الجَّمَّال فِي عَشَرَةِ آَلافِ رَجُلٍ بأَتَمِّ آلَةٍ وَأَكْمَلِ سِلاحْ. وَدَارَتْ بَيْنَهُمَا حَرْبٌ بظَاهِر السُّوسِ وَمَعَ بَجْكَمْ مَائَتَانِ وَتِسْعُونَ غُلامًا مِنَ التُّركْ، وَانْهَزَمَ البَرِيْدِيُّون وَقَالَ بَجْكَمْ:«إنَّمَا بَادَرْتُ وَحَمَلْتُ عَلَى نَفْسِيْ مَا حَمَلْتْ وَلاقَيْتُ هَذِهِ العُدَّة العَظِيْمَة بهَذِهِ العُدَّةِ اليَسِيْرَة لِئَلَّا يُشْرِكَنِي بَدل فِي الفَتْح» وَعَادَ أبُو جَعْفَر الجَّمَّال إلى أبي عَبْدِ الله البَرِيْدِيّ فَصَفَعَهُ وَقَال: «انْهَزَمْتَ مَعَ عَشَرَةِ آلافٍ مِنْ بَيْنِ يَدَيِ ثَلاثِمَائَةِ غُلامْ» فقال له الجَّمَّال:«أَنْتَ ظَنَنْتَ أنَّكَ تُحَارِبُ يَاقُوْتًا المُدْبِر وَجَيْشَهُ المَدَابِيْر. قَدْ وَالله جَاءَكَ مِنْ لتِّ بَجْكَمَ وَالأَتْرَاك خِلافُ مَا عَهِدَّتَ مِنْ سودان بَابِ عُمَان وَالمولّدين»، فَقَامَ إليْهِ فَلَكَمَهُ بيَدِه ثُمَّ قَال لَهُ:«قَدْ أَنْفَذْتُ أبَا الخَلِيْلِ الدَيْلَمِي وَمَنْ مَعِي مِنَ العَجَمِ وَمَنْ كَانَ يَخْلُّفُ بالأَهْوَازِ فِي ثَلاثَة آلافِ رَجُلٍ إلى تستر فَانْفُذِ السَّاعَةَ مَعَ مَنْ صَحِبَكَ إليْهَا حَتَّى تَجْتَمِعَ مَعَهُمْ وَتُعَاوِدَ الحَرب» فَرَدَّ عَلَيْهِ:«افْعَلْ وَسَنَعُوْدُ إلَيْكَ هَذِهَ الكَرَّةَ بأَخْزَى مِنَ الكَرَّةِ الأُوْلَى لأَنَّ هَيْبَةَ بَجْكَم قَدْ تَمَكَّنَتْ فِي نُفُوسِ أَهْلِ العَسْكَر» وَبَيْنَ صَدٍّ وَرَدْ، انْتَهَتِ الوَقْعَةُ وَدَخَلَ بَجْكَمْ الأَحْوَاز وَمَلَكَ عَلَيْهَا، وَهَرَبَ أبُو عَبْدِ الله إلى البَصْرَة.
وَتَحَسَّنَتِ الحَالُ بَيْنَ البَرِيْدِيّ وَبَجْكَم بَعْدَ أَنْ صَالَحَ بَيْنَهُمَا أبُو جَعْفَر بنُ شِيْرْزَادْ عَام 326  هـ / 938  م، وَاسْتَوْزَرَ الخَلِيْفَة الرَّاضِي بالله أبَا عَبْدِ الله البَرِيْدِيّ، وَبَعْدَ أَنْ تَزَوَّجَ بَجْكَم مِنْ ابْنَةِ أبيْ عَبْد الله البَرِيْدِيّ «سارة» سنة 329  هـ / 940  م

### كورنكيج الديلمي
تَحَصَّل كُوْرنَكِيْج بنُ الفَارَاضِيّ الدَيْلَمِي «كُورْتَكِيْن الدَيْلَمِي» عَلى الإمَارَة عام 329  هـ / 941  م، وَكَانَ قَبْلَهَا أَحَدُ قَادَةِ البَرِيْدِيِّيْنَ الذين دَخَلوا بَغْدَادَ فِي هَذِهِ السَنَةِ، وَاتَّضَحَت عَلاقَتُهُ بالبَرِيْدِيِّيْن مِنْ خِلالِ التَّمَرُّدِ عَلَيْه مِنْ قِبَلِ الجُّنُودِ التُّرْكِ فِي الجَيْشِ البَرِيْدِيّ فِي بَغْدَاد، بَعْدَ أَنْ قَرَّبَ إليْهِ جُنْدَ الدَيْلَمِ وَاسْتَبْعَدَ الجُّنْدَ التُّرْك، وَمِنْ خِلالِ التَّآمُرِ عَلى طَرْدِ البَرِيْدِيِّيْنَ مِنْ بَغْدَادَ أيْضًا. فَنَشَبَتْ حَرْبٌ بَيْنَ الطَّرَفَيْنِ فِي الجَّانِبِ الغَرْبيّ مِنْ بَغْدَاد وَهَرَبَ أبُو عَبْدِ الله البَرِيْدِي مَعَ جَيْشِهِ بَعْدَ أَنْ أَحْرِقُوْا دَاْرَهُ. وَكَانَ مِنْ نَتَاجِ هُرُوْبِ البَرِيْدِيِّ وَتَوَلِّي كورنكيج للإمَارَة تَدَهْوُر أحْوَالِ بَغْدَاد، لِمَا قَامَ بهِ الدَّيْلَمُ مِنْ تَعَدٍ عَلى أمْلاَكِ العَامَّة وَنَهْبِهمْ الأمْوَال. وَمِنْ ثُمَّ أَرْسَلَ كورنكيج جَيْشًا عَلَى رَأْسِهِ «أصبهان الديلمي» إلى وَاسِط لِمُحَارَبَةِ البَرِيْدِيِّين، فَلَمَّا سَمِعُوْا بانْحِدَارِ الدَّيْلَمِيّ إليْهِمْ، انْحَدَرَ البَرِيْدِيُّونَ إلى البَصْرَة.
كَانَتْ إِمَارَة كورنكيج حَوَالَي ثَلاثَةٍ وَأَرْبَعِيْنَ يومًا، انْتَهَتْ بالقَبْضِ عَلَيْهِ وَتَسْلِيْمِهِ إلى دَارِ الخِلافَة، وَعِنْدَمَا دَخَلَ البَرِيْدِيُّوْنَ بَغْدَادَ عَام 330  هـ / 942  م أخَذُوْا كورنكيج مِنْ مَحْبَسِهِ، وَأَنْفَذُوهُ إلى أبي عَبْدِ الله البَرِيْدِيّ فِي وَاسِطْ فَكَانَ آَخِرَ العَهْدِ به.

### توزون
بَعْدَ أَنْ هَرَبَ سَيْفُ الدَّوْلَة «عَلي بنُ حَمْدَان» مِنْ وَاسِط، أَرْسَلَ البَرِيْدِيَُ إلى توزون يَطْلُبُ مِنْهُ ضَمَانَ وَاسِط، فَرَدَّهُ الأخِيْرُ رَدًا جَمِيْلًا وَلَمْ يَفْعَل، وَقَالْ: «إذا اسْتَقَرََت الأُمُورُ تَخَاطَبْنَا فِي الضَّمَانِ، فَأَمَّا وَأَنَا بصُوْرَتِي هَذِهِ وَأَنْتَ تَظُنُّ أَنِّي مَطْلُوبٌ خَائِفٌ مِنْ بَنِي حَمْدَان فَلا، وَعَسْكَرِي عَسْكَرُ بَجْكَمَ الذي قَدْ جَرَّبْتَ وَخَبِرْت، وَطَائِفَةٌ مِنْهُم تَفِي بكْ.» وَلَمَّا سَارَ توزون إلى بَغْدَاد عام 331  هـ / 943  م، اغْتَنَمَ البَرِيْدِيّ بُعْدَ توزون مِنْ وَاسِط فَوَافَاهَا لثَلاثِ سِنِيْنَ، فَنَهَبَ وَأَحْرَقَ وَاحْتَوَى عَلى الغَلَّاتِ وَأَخَذَ جَمِيْعَهَا. وَكَانَ «كيغلغ» الذي اسْتَخْلَفَهُ توزون بوَاسِط عَاجزًا عَنْ قِتَالِ البَرِيْدِيِّينَ وَهَرَبَ إلى بَغْدَاد. وَبَعْدَهَا أَقَامَ تُوْزُون عَقْدَ وَاسِط عَلى البَرِيْدِيّ وَتَحَسَّنَتْ عَلاقَةُ توزون مَعَ أَبي عَبْدِ الله البَرِيْدِيِّ، بمُصَاهَرَةِ الأخِيْرِ لَه.

## العلاقة مع الإمارة الحمدانية

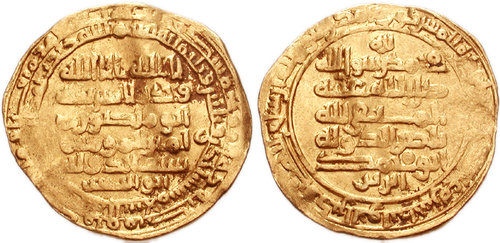
صُورَةٌ لديْنَارٍ ذَهَبي صُكَّ في بَغْدَاد مَنْقُوشٌ عَلَيْهِ أَسْمَاءُ كُلٍ مِنْ سَيْف الدَّوْلَة وَنَاصِر الدَّوْلَة الحَمَدَانيين. بَيْنَ عَامَي

في عام في 330  هـ / 941  م، سَارَ الخَلِيْفَةُ المُتَّقِي لله وَحَرَمُهُ وَمَنْ مَعَهُ إلى الحَمَدَانِيِّينَ في الرقة، الذين تكفلوا حِمَايَتَهُ وَإعَادَتَهُ إلى دَارِ الخِلافَة، وَفِي المُقَابَل أَطْلَقَ الخَليْفَةُ المُتَّقِي عَلى الحُسَيْن بنُ عَبْدِ الله لَقَبَ «نَاصِرِ الدَّوْلَة» وَجَعَلَهُ أَمِيْر الأٌمَرَاء مُكَافَأَةً لَهُ عَلَى إحْبَاطِ مُؤَامَرَةٍ حَاكَهَا ابن رائق لِقَتْلِ الخَلِيْفَةِ، وَأَطْلَقَ لَقَبَ «سَيْفُ الدَّوْلَة» عَلَى أَخِيْهِ عَلِيّ بنُ حَمْدَانْ، وَجَعَلَهُ أَمِيْرًا لِلأُمَرَاءِ نَظِيْرَ جُهُوْدِهِ فِي حَرْبِ البَرِيْدِيِّينَ وَطَرْدِهِ لَهُمْ مِنْ بَغْدَادْ. كَمَا كَانَتِ الفُرْصَةُ سَانِحَةً لِلْحَمَدَانِيِّين فِي كَسْبِ وِدِّ وَتَعَاطُفِ العَامَّةِ فِي بَغْدَاد لِمَا لَقَوْهُ عَلى أَيْدِي البَرِيْدِيِّيْنَ، فَضَلًا عَنْ ذَلِكَ المُعَامَلَةُ الطَّيِّبَةٌ التي لَقِيَهَا الخَلِيْفَةُ عِنْدَهُمْ. كَمَا الْتَجَأَ الكَثِيْرُ مِنَ الجُنْدِ إلى الحَمَدَانِيِّينَ، وَعَنْدَهَا تَعَاظَمَتْ قُوَّتُهُمْ وَأَدْرَكُوْا قُدْرَتَهُمْ عَلَى هَزِيْمَةِ البَرِيْدِيِّينَ وَطَرْدِهِمْ مِنْ بَغْدَادْ. فَجَهَّزَ «نَاصِرِ الدَّوْلَة» جَيْشًا كَانَ فِيْهِ توزون وخجخج وَجُنْدٌ مِنَ التُّرْكِ وَتَهَيَّأَ لِحَرْبِ البَرِيْدِيِّيْنَ فِي بَغْدَاد، وَهَزَمَ البَرِيْدِيِّيْنَ وَرَدَّهُمْ عَلى أَعْقَابِهِمْ إلى وَاسِط عام 330  هـ / 941  م، وَكَانَتْ مُدَّةُ البَرِيْدِيِّيْنَ فِي بَغْدَاد ثَلاثَةَ أَشْهُرٍ وَعِشْرِيْنَ يَوْمًا.
وَرَدَ خَبَرٌ عَنْ نِيَّةِ البَرِيْدِيِّيْن في الإصْعَادِ إلى بَغْدَاد مَرَّةَ ثَانِيَة، فَخَافَ النَّاسُ وَاضْطَّرَبَتِ الأَوْضَاعُ وَهَرَبَ مَنْ هَرَبْ مِنَ الأَعْيَانِ، وَأَعَدَّ «نَاصِرِ الدَّوْلَة» العُدَّةَ وَأَرْسَلَ جَيْشًا بقِيَادَةِ أَخِيْهِ «سَيْفُ الدَّوْلَة» الذي تَوَجَّهَ لِحَرْبِ البَرِيْدِيِّيْنَ فِي مَعْقِلِهِمْ في وَاسِط، وَكَانَ مَعَ البَرِيْدِيِّيْنَ لَمَّا أصْعَدُوْا مِنْ وَاسِط أبُو جَعْفَر بنُ شِيْرزَاد وَأَبُو بَكْرٍ بنُ قُرَابَة وَجُنْدٌ مِنَ الدَْيْلَمِ، وَكَانَتْ بَيْنَهُمَا وَقْعَةٌ بالقُرْبِ مِنْ قَرْيَة كِيْل، اسْتَمَرَّتَ لأَيَامٍ، أُرْغِمَ فِيْهَا «سَيْفُ الدَّوْلَة» عَلَى الانْسِحَابِ إلى أَنْ عَزَّزَهُ أَخَاهُ «نَاصِرِ الدَّوْلَة» وَهُزَمَ البَرِيْدِيُّون وَانْسَحَبُوْا إلى وَاسِط، وَمِنْ ثُمَّ طَارَدَ «سَيْفُ الدَّوْلَة» فُلُوْلَ البَرِيْدِيِّيْن فِي وَاسِط فَهَرَبُوا إلى البَصْرَة. وَاسْتَتَبَّ الأَمْرُ للحَمَدَانِيِّيْنَ فِي بَغْدَادَ، وَصَارُوْا قُوَّةً لا يُسْتَهَانُ بهَا، حَتَّى أَمْسَكَ «نَاصِرِ الدَّوْلَة» بزِمَامِ الأُمُورِ بمُوَافَقَةِ الخَلِيْفًةِ المُتَّقِي لله.

## العلاقة مع البويهيين

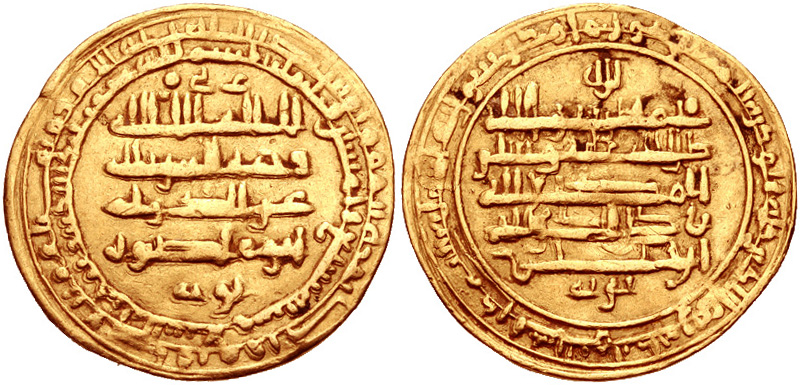
صُورَةٌ لديْنَارٍ ذَهَبي صُكَّ في بَغْدَاد مَنْقُوشٌ عَلَيْهِ أسْمَ أَبي عَلِي الحَسَن بنُ بُوَيْه

كَانَ لمَوْقِعُ الأحْوَاز، إضَافَةً إلى ضَعْفِ سُلْطَةِ الخِلافَةَ عَلَيْهَا آنذاك، تَأْثِيْرٌ كَبيْرٌ فِي تَحْقِيْقِ طُمُوحَاتِ عَلي بنُ بُوَيْه في الاسْتِيْلاءِ عَلى الأحْوَازِ وَذَلِكَ بَعْدَ أَنْ لَجَأ إليْهِ أبُو عَبْدِ الله البَرِيْدِيَ هَرَبًا مِنْ قُوَاتِ الخِلافَة، وَخَلَفَ عِنْدَهُ ابْنَيْهِ أَبَا الحَسَن مُحَمَّد وَأَبَا جَعْفَر الفَيَّاضْ، وَسَارَ مَعَ الأَمِيْر أَبي الحٌسَيْن أَحْمَدْ بنُ بُوَيْه أَخُو عَلِي بنُ بُوَيْه إلى الأحْوَاز عام 325  هـ / 937  م. وَقَوِيَ مَرْكَزُ أَبي عَبْدِ الله البَرِيْدِيّ وَأَخَوَيْه، وَأَصْبَحَتِ البَصْرَةُ وَأَعْمَالُ الأحْوَاز السُّفَلى وَجنديسابور وَالسُّوسْ تَحْتَ سَيْطَرَتِهِمْ، وَعَادَ عَلِي بنُ بُوَيْه إلى شِيْرَازْ. إلى أَنْ سَاءَتِ العَلاقَةُ بَيْنَ أَبي عَبْدِ الله البَرِيْدِيّ وَعَلِي بنُ بُوَيْه، لاسْتِقْرَارِ جُنْدِهِ مِنَ الدَّيْلَمِ فِي الأحْوَاز وَمَا نَجَمَ عَنْهُ مِنْ تَنَاحُرٍ بَيْنَهُمْ وَبَيْنَ جُنْدِ أَبي عَبْدِ الله البَرِيْدِيّ مِنَ التُّرْك، وَحَاوَلَ البَرِيْدِيّ إِقْصَاءَ عَلِي بنُ بُوَيْه عَنْ الأَحْوَازِ إلّا أَنَّ الأَخِيْرَ فَطِنَ إِلى ذَلِكْ وَاحْتَدَمَ الصِّرَاعُ بَيْنَهُمَا.
اسْتَغَلَّ البَرِيْدِيّ اسْتِيَاءَ الخَلِيْفَة مِنْ ابْنِ بُوَيْه وَعَمِلَ عَلَى انْتِزَاعِ الأَحْوَازِ مِنْهُ، إلًا أَنَّ مُحَاوَلاتِهِ كَانَتْ قَدْ بَاءَتْ بالفَشَل. وَاسْتَقَرَّتِ الأَوْضَاعُ فِي الأَحْوَازِ بإدَارَة أَحْمَد بنُ بُوَيْه بالإنَابَة عَنْ أَخِيْهِ عَلي. وَمَعَ اسْتِيْلاءِ بَجْكَم التُّرْكِي عَلى الأَحْوَازِ عَام 326  هـ / 937  م، سَارَ جَيْشُ البُوَيْهِيِّيْنَ بالتَّعَاوُنِ مَعَ قُوَّاتِ البَرِيْدِيّ فَنَزَلُوْا أَرْجَان وَسَارَ بَجْكَم لِحَرْبهِمْ، وَانْهَزَمَ إلى الأَحْوَازَ بَعْدَ هَزِيْمَتِهِ، وَاسْتَوْلى ابنُ بُوَيْه وَالبَرِيْدِيّ عَلى عَسْكَرِ مكرم، ثُمَّ سَارُوا إلى الأَحْوَازِ بَعْدَ أَنْ تَرَكَهَا بَجْكَم فَارًا إلى وَاسِط. ثُمَّ هَرَبَ أبَو عَبْدِ الله البَرِيْدِيّ إلى «البَاسْيَان»، وَاسْتَقَرَّ بَعْدَهَا فِي البَصْرَة، وَمِنْ ثُمَّ اسْتَوْلَى بَجْكَم عَلى بَغْدَاد وَتَصَالَحَ مَعَ أَبي عَبْدِ الله البَرِيْدِيّ، وَأَشَارَ البَريْدِي عَلى بَجْكَم بالمَسِيْرِ إلى الجبَالِ لِفَتْحِهَا عَلَى أَنْ يَسِيْر هُوَ إلى الأَحْوَازِ لِيَثْأَرَ مِنْ غَدْرِ بَنِي بُوَيْه لَه، إلًا أَنَّ مُمَاطَلَةَ البَرِيْدِيّ فِي ذَلِك اسْتَدْعَتْ بَجْكَم لِلْوُصُوْلِ إلى بَغْدَادَ قَبْلَهُ وَلَطَالَمَا تَحَيَّنَ الفُرْصَةَ إلى ذَلِكْ.

## مقتل أبي يوسف البريدي
كَانَ أَبُو عَبْدِ الله البَرِيْدِيّ لَمَّا حَاصَرَهُ سَيْفُ الدَّوْلَةِ أَيَّامَ مَقَامِهِ بوَاسِطَ أَحَدَ عَشَرَ شَهْرًا، وَمِنْ ثُمَّ تُوْزُوْن بَعْدَهُ ضَاقَتْ بهِ الأُمُوْرُ فَاضْطَّرَبَتْ رِجَالُهُ وَعَمِلُوْا عَلَى الاسْتِئْمَانِ إِلَى أَبيْ يُوْسُفُ أَخِيْه. وَاسْتَقْرَضْ مِنْ أَبيْ يُوْسُفَ قَرْضًا بَعْدَ قَرْضٍ، وَذُكِرَ تََخَلُّفُهُ وَتَضْيعُهُ، وَصَحَّ عِنْدَ أَبي عَبْدِ الله أَنَّ أَبَا يُوْسُفُ يُرِيْدُ القَبْضَ عَلَيْهِ وَاعْتِقَالَهُ لأَنْ يُجْرِيَ عَلَيْهِ جرَايَةً عَلَى نَقْم، فَاسْتَوْحَشَ كُلُّ وَاحِدٍ مِنْهُمَا مِنْ صَاحِبهْ. وَحَكَى إِسْرَائِيْلُ الجُهْبُذُ وَكَانَ خِصِّيْصًا بأَبيْ عَبْدِ الله أَنَّهُ اسْتَدْعَاهُ وَشَكَا إِلَيْهِ حَالَهُ فِي الإِضَافَةِ ثُمَّ قَالَ لَهُ: قم إلى أبي يوسف أخي«قُمْ إِلَى أَبيْ يُوْسُفُ أَخِي» وَأَوْمَأَ إِلَى دُرْجٍ بَيْنَ يَدَيْهِ وَفَتَحَهُ فَإِذَا فِيْهِ حَبُّ لُؤْلُؤٍ وَيَاقُوْتٍ وَقَالْ «احْمِلْ هَذَا إِلَيْهِ وَسَلْهُ أَنْ يُقْرِضَ عَلَيْهِ عَشَرَةَ آَلاَفِ دِيْنًار».
وَمَضَى إِسْرَائِيْلُ الجُهْبُذُ إِلَى أَبيْ يُوْسُف وَحَدَّثَهُ بمَا خَاطَبَهُ بهِ أَخَاهُ أَبَا عَبْدِ الله وَأَخْرَجَ لَهُ مَا بحَوْزَتِهِ، فَقَالَ لَهُ أَبُوْ يُوْسُفَ «يَا أَبَا الطَّيِّبْ مِنْ سُوْءِ تَحْصِيْلِهِ يُرَىْ، وَلَوْ مُدَّتْ دِجْلَةُ مَالًا لَبَدَّدَهْ، هَذَا رَجُلٌ حَصَلَ لَهُ مِنْ وَاسِط فِي كَرَانَه التي تَوَلاَّهَا ثَمَانِيَةُ آَلافِ أَلْفِ دِيْنًارٍ، أَمَا وَجَبَ أَنْ يَسْتَظْهِرَ بأَلْفِ أَلْفِ دِيْنًارْ»، فَرَدَّ عَلَيْهِ إِسْرَائِيْلُ الجُهْبُذُ وَقَالْ «يَا سَيِّدِيْ وَمَنْ أَوْلَى بهِ مِنْك عَلَى تَصَرِّفِ كُلِّ حَالْ؟ فَتَفَضَّل بمَا طَلَبْ». فَقَالَ لَهُ أَبُو يُوْسُفْ «إِنِّي قَدْ أَعْطَيْتُهُ إِلَى هَذَا الوَقْتِ وَمُنْذُ انْصَرَفَ مِنْ وَاسِطْ خَمْسِيْنَ أَلْفَ دِيْنَارٍ وَمَا تَمْتَلِيْ عَيْنُهُ، ابْعَثْ إِلَيَّ الجَّوْهَرِيِّيْنَ وَأَحْضِرْهِمْ حَتَّى يَقُوِّمُوْا هَذَا الجَوْهَرَ وَأُعْطِيْهِ قِيْمَتَه.»
وَكَانَ الاتِّفَاقُ عَلَى أَنْ يَذْهَبَ إِسْرَائِيْلُ الجُهْبُذُ بخَمْسِيْنَ أَلْفِ دِرْهَمٍ، وَلَمَّا ذَهَبَ إِلَى أَبي عَبْدِ الله وَحَدَّثَهُ الحَدِيْثَ فَقَالَ لَهُ «لا إِلَهَ إِلّا الله، قُلْ لَهُ يَا أَبَا يُوْسُفَ، جُنُوْنِّيٌّ الذِي ذَكَرْتَهُ وَقِلَّةُ تَحْصِيْلِيْ أَقْعَدَكَ هَذَا المَقْعَدَ وَصَيَّرَكَ كَقَاْرُوْن». ثُمَّ عَدَّدَ مَا عَمِلَهُ مَعَهُ وَدَمَعَتْ عَيْنُهُ، وَتَبَيَّنَ الشَّرُ فِي وَجْهِهِ. فَلَمَّا كَانَ بَعْدَ أَيَّامٍ نَحْوَ العَشَرَةِ، أَقَامَ غِلْمَانُهُ وَفِيْهِمْ يَانِسُ وَإِقْبَال وَرَبيْب وَمَلََاحُ يَانِسْ فِي مُخْتَرَقٍ قَدْ سُقِفَ بَيْنَ بَابِ دَارِهِ، فَتَمَكَّنَ لَهُ هَؤُلاءِ وَوَثَبُوْا عَلَيْهِ بالسَّكَاكِيْن وَمَازَالَ يَصِيْحُ «يَا أَخِيْ قَتَلُوْنِي قَتَلُوْنِي» وَأَبُو عَبْدِ الله يَقُوْلِ «إِلَى لَعْنَةِ الله»، وَمَاتَ أَبُوْ يُوْسُفْ إِثْرَ ذَلِكْ.

## وفاته
وَبَقِيَ البَرِيْدِيّ مُسْتَقِلًا بإمَارَة البَصْرَة حَتَّى وَفَاتِهِ عَامَ 334  هـ / 945  م، حَيْثُ مات بحُمّّى حَادّة مَكَثَ فيْهَا سَبْعَةَ أيَّامٍ فَكَانَ بَيْنَ قَتْلِهِ لأَخِيْهِ أبَي يُوْسف وَبَيْنَ مَوْتِهِ ثَمَانِيَة أشْهُرٍ وَثَلاثَةَ أيَّام، وقد دُفِن في البَصْرَة. وَاسْتَقَرَّ فِي الأَمْرُ بَعْدَهُ أَخُوهُ أَبُو الحُسَيْن، فَأَسَاءَ السِّيْرَةَ إِلَى الأَجْنَادِ فَثَارُوْا بهِ لِيَقْتُلُوْه، وَيَجْعَلُوْا أَبَا القَاسِمِ ابْنِ أَخِيْهِ أَبي عَبْدِ الله مَكَانَهُ، فَهَرَبَ مِنْهُمْ إِلَى هَجَر وَاسْتَجَارَ بالقَرَامِطَةِ فَأَعَانُوْه. وَسَارَ مَعَهُ أُخْوَانٌ لأَبيْ طَاهِر القِرْمِطِيّ فِي جَيْشٍ إِلَى البَصْرَةِ فَرَأُوْا أَبَا القَاسِم قَدْ حَفِظَهَا فَرَدَّهُمْ عَنْهَا، فَحَصَرُوْهُ مُدَّةً ثُمَّ ضَجرُوْا، وَأَصْلَحُوْا بَيْنَهُ وَبَيْنَ عَمِّهِ وَعَادُوْا.
وَدَخَلَ أَبُوْ الحُسَيْن البَصْرَةَ، فَتَجَهَّزَ مِنْهَا وَسَارَ إِلَى بَغْدَادَ فَدَخَلَ عَلَى تُوْزُوْن، ثُمَّ طَمِعَ يَأْنَسُ مَوْلَى أَبيْ عَبْدِ الله البَرِيْدِيّ فِي التَّقَدُمِ فَوَاطَأَ قَائِدًا مِنْ قُوَّادِ الدَّيْلَمِ وَاسْمُهُ «روستباش»، عَلَى أَنْ تَكُوْنَ الرِّيَاسَةُ بَيْنَهُمَا وَيُزِيْلَا أَبَا القَاسِمِ مَوْلَاهُ، فَاجْتَمَعَت الدَّيْلَمُ عِنْدَ ذَلِكَ القَائِدِ. فَأَرْسَلَ أَبُوْ القَاسِمْ إِلَيْهِمْ يَأْنَسُ، فَلَمَّا أَتَاهُمْ أَشَارَ عَلَيْهِمْ بالتَّوَقُّفِ، فَطَمِعَ فِيْهِ ذَلِكَ القَائِدُ الدَّيْلَمِيْ وَأَحَبَّ التَّفَرُّدَ بالرِّيَاسَةِ، فَأَمَرَ بهِ فَضُرِبَ فِي ظَهْرِِهِ، فَجُرِحَ وَهَرَبَ يَأْنَسُ وَاخْتَفَى. ثُمَّ أَنَّ الدَّيْلَمَ قَدْ اخْتَلَفَتْ كَلِمَتُهُمْ فَتَفَرَّقًُوْا وَاخْتَفَى ذَلِكَ القَائِدُ فَأُخِذَ وَنُفِي، وَأَمَرَ أَبُو القَاسِم البَرِيْدِيّ بمُعَالَجَةِ يَأْنَس وَقَدْ ظَهَرَ لَهُ حَالُهُ فَعُوْلِجَ حَتَّى بَرَأْ. ثُمَّ قَبَضَ عَلَيْهِ أَبُوْ القَاسِم بَعْدَ نَيِّفٍ وَأَرْبَعِيْنَ يَوْمًا، وَصَادَرَهُ عَلَى مَائَةِ أَلْفِ دِيْنَارٍ وَقَتَلَه. وَاسْتَقَامَ أَمْرُ أَبيْ القَاسِم إِلَى أَنْ أَتَاهُ أَمْرُ الله.

## الهوامش
1. ↑  وفي رواية شمس الدين الذهبي: كان أبوهم كاتبا على البريد بالبصرة.[11]
2. ↑  --وَغَيْرِهَا المحسن بن علي التنوخي على سبيل المثال ذكر نسبتهم على أنها البريديين في كتابه نشوار المحاضرة وأخبار المذاكرة، وفي نفس الوقت نجد أن التنوخي نفسه ذكر نسبتهم على أنهم اليزيديون في كتاب الفرج بعد الشدة المجلد الثاني(المصدر الشيعي فقط). وأبو حيان التوحيدي الذي أتى على نسبتهم باليزيديين في كتاب الإمتاع والمؤانسة،[12] وسبط ابن الجوزي أشار إلى نسبهم باليزيديين في كتابه مرآة الزمان في تواريخ الأعيان،[13] كما أشير إليهم بالتربدي أو التربذي وفقا لتاريخ يحيى بن سعيد الإنطاكي.[14]
3. ↑  فصارت الدنيا في أيدي المتغلّبين وصاروا ملوك الطوائف وكلّ من حصل في يده بلد ملكه ومنع ماله.

فصارت واسط والبصرة والأهواز في أيدي البريديين وفارس في يد عليّ بن بويه وكرمان في يد أبي عليّ ابن إلياس وإصبهان والريّ والجبل في يد أبي عليّ الحسن بن بويه ويد وشمكير يتنازعونها بينهما والموصل وديار ربيعة وديار بكر في أيدى بنى حمدان ومصر والشام في يد محمّد بن طغج والمغرب وافريقية في يد أبي تميم والأندلس في يد الأموي وخراسان في يد نصر بن أحمد واليمامة والبحرين وهجر في يد أبي طاهر ابن أبي سعيد الجنّابي وطبرستان وجرجان في يد الديلم، ولم يبق في يد السلطان وابن رائق غير السواد والعراق.
4. ↑  وَلمَّا صَارَ تُوزُون وَخَجْخَج وَالأَتْرَاك إلى المَوْصِل وَقَويَ بهِمْ ابنٌ حَمْدَان عَمِلَ عَلى أنْ يَنْحَدِرَ مَعَ المُتَّقِي للّه إلىَ بَغْدَاد وَبَلَغَ ذَلِكَ أبَا الحُسَيْن البَرِيْدِي وَكَتَبَ إلى أخِيْهِ يَسْتَمِدُّه فَأَمَدَّهُ بجَمَاعَةٍ مِنَ القُوَّادِ وَالدَيْلَمِ وَأَخْرَجَ أبُو الحُسَيْن مَضربه إلى بَابِ الشَّمَّاسِيَّة وَأَظْهَرَ أنَّهُ يُحَارِبُ ابْنَ حَمْدَان إنْ وَافَى. وَذَلِكَ كُلُّه بَعْدَ أنْ قَتَلَ مُحَمَّد بنُ حَمْدَانْ ابنُ رَائِق.
5. ↑  كَان ذَلِك الزَّوَاجُ سِيَاسِيَّا وَالغَرَضُ مِنْهُ تَوْطِيْدُ العَلاقَاتِ بَيْنَ الاثْنَيْنِ، لَكِنَّ بَجْكَم كَانَ مٌحَاذِرًا تُجَاهَ ابْنِ البَرِيْدِيّ، لأَنَّ المَعْرُوْفَ عَنْهُ أَنَّهُ كَانَ دَاهِيَةً فِي السِّيَاسَة.